# Regulamin Międzynarodowej Konferencji Biskupów Starokatolickich Unii Utrechckiej
Regulamin Międzynarodowej Konferencji Biskupów Starokatolickich Unii Utrechckiej – uchwalony w dniu 12 września 1974 roku regulamin zakładający funkcjonowanie Międzynarodowej Konferencji Biskupów Starokatolickich (MKBS) – sposobu obsadzania stanowisk, przeprowadzania sesji, czy obrad. 
Regulamin Międzynarodowej Konferencji Biskupów Starokatolickich Unii Utrechckiej wskazuje jednoznacznie, że przewodniczącym MKBS jest arcybiskup Utrechtu. Przewodniczący, sekretarz i kwestor tworzą wspólnie biuro Konferencji. Sekretarz i kwestor są wybierani spośród uprawnionych do głosowania członków Konferencji na okres sześciu lat. Wybór powtórny jest dopuszczalny. Konferencja zbiera się przynajmniej raz w roku. Biskupi mają prawo, za zgodą Biura do zabierania ze sobą własnych tłumaczy i ekspertów. Obrady konferencji są poufne, ale Konferencja może publikować publiczne komunikaty o wynikach obrad. Każdy członek upoważniony do głosowania opłaca roczną składkę na pokrycie bieżących wydatków Konferencji.
Umowa i regulamin zostały przekonsultowane i zatwierdzone na konferencji biskupów w Morschach (Szwajcaria), w dniu 12 września 1974 r. Z tą samą datą wchodzą one w życie zamiast umowy i regulaminu z 15 października 1952 r. Tekst w języku niemieckim uznany jest za autentyczny. Regulamin Międzynarodowej Konferencji Biskupów Starokatolickich Unii Utrechckiej podpisali abp Marinus Kok i bp Leon Gauthier. 